# Hintzia squamiptera
Hintzia squamiptera är en insektsart som beskrevs av Willy Adolf Theodor Ramme 1929. Hintzia squamiptera ingår i släktet Hintzia och familjen gräshoppor. Inga underarter finns listade i Catalogue of Life.